# Duelo al sol
Duelo  al  sol (Duel in the Sun) (1946) es un western estadounidense, basado en la novela de Niven Busch sobre el relato bíblico de Caín y Abel, dirigido por King Vidor —con la colaboración de Otto Brower, William Dieterle, Sidney Franklin, William Cameron Menzies, David O. Selznick y Josef von Sternberg— y protagonizado, en los papeles principales, por Jennifer Jones, Joseph Cotten, Gregory Peck, Lionel Barrymore, Walter Huston, Lillian Gish, Harry Carey, Charles Bickford, Herbert Marshall y Otto Kruger. La película estuvo nominada a dos Oscar en 1947: uno a la Mejor actriz principal, Jennifer Jones, y otro a la Mejor actriz secundaria, Lilian Gish.

## Sinopsis
Pearl (Jennifer Jones) es una joven mestiza cuyo padre mató a su madre y fue colgado por el crimen. Entonces, la chica fue enviada a vivir a casa del senador texano McCandless (Lionel Barrymore), donde llama la atención de los dos hijos de este: el correcto Jesse (Joseph Cotten) y el fiero Lewton (Gregory Peck), quienes no tardan en rivalizar por el amor de la joven.

## Recepción
Selznick esperaba que Duelo al sol superara el éxito de Lo que el viento se llevó. Fue una película muy controvertida en su época por su carga de erotismo y por la relación sentimental que Selznick y Jones mantenían en la vida real y que acabó con sus matrimonios. La película constituyó un gran éxito de taquilla aunque no superó a "Lo que el viento se llevó". Recaudó 11.300. 000 dólares solamente en Norteamérica.

## Reparto
- Jennifer Jones ..... Pearl Chavez
- Joseph Cotten ..... Jesse McCanles
- Gregory Peck ..... Lewton "Lewt" McCanles
- Lionel Barrymore ..... Senador Jackson McCanles
- Herbert Marshall ..... Scott Chavez
- Lillian Gish ..... Laura Belle McCanles
- Walter Huston ..... Sinkiller
- Charles Bickford ..... Sam Pierce
- Harry Carey ..... Lem Smoot
- Charles Dingle ..... Sheriff Hardy
- Sidney Blackmer ..... El amante
- Butterfly McQueen ..... Vashti
- Otto Kruger ..... Señor Langford
- Joan Tetzel ..... Helen Langford
- Tilly Losch ..... Señora Chavez
- Orson Welles ..... Narrador